# Lucca Sicula
Lucca Sicula település Olaszországban, Szicília régióban, Agrigento megyében. Lakosainak száma 1719 fő (2023. január 1.). Lucca Sicula Burgio, Calamonaci, Villafranca Sicula, Bivona és Palazzo Adriano községekkel határos.

## Népesség
A település lakossága az elmúlt években az alábbi módon változott:
| Lakosok száma | 1787 | 1780 | 1719 |
|               | 2017 | 2018 | 2023 |